# Xã Campbell, Quận Jennings, Indiana
Xã Campbell (tiếng Anh: Campbell Township) là một xã thuộc quận Jennings, tiểu bang Indiana, Hoa Kỳ. Năm 2010, dân số của xã này là 1.191 người.